# Claudius Franz
Claudius Franz (* 1982 in Dachau, nach anderen Quellen in München) ist ein deutscher Schauspieler.

## Leben
Claudius Franz besuchte zunächst 2002/2003 Schauspiel-Workshops an den Münchner Kammerspielen bei Stephan Zinner und Paul Herwig. Von April 2005 bis März 2007 absolvierte er eine klassische Schauspielausbildung an der Hochschule für Musik und Darstellende Kunst in Hamburg. Während seiner Ausbildung trat er an der Hamburger Theaterakademie auf. Dort wirkte er auch in Molières Don Juan, der Diplominszenierung  des Regisseurs Felix Rothenhäusler, mit.
Im Anschluss an sein Studium erhielt Franz einen Vertrag als Eleve (April 2007 bis August 2008) am Thalia Theater Hamburg, wo er anschließend bis 2009 festes Ensemblemitglied war. Am Thalia Theater spielte er u. a. die Rollen Gregorio/Balthasar in Romeo und Julia (2007–2009; Regie: Andreas Kriegenburg), Mike in Gerettet von Edward Bond (2008; Regie: Jette Steckel) und Wilhelm Kahl in Vor Sonnenaufgang (2008–2009; Regie: David Bösch).
In der Spielzeit 2009/10 trat er am Deutschen Theater Berlin als Acaste in Molières Der Menschenfeind in einer Inszenierung von Andreas Kriegenburg auf. Ab der Spielzeit 2012/13 war er bis 2014 für zwei Spielzeiten festes Ensemblemitglied im Schauspiel am Theater Bremen. Dort spielte er u. a. die Rollen Bendix Grünlich/Morten/Leutnant in John von Düffels Bühnenfassung der Buddenbrooks von Thomas Mann (2012–2014; Regie: Klaus Schumacher), Justin in Die Affäre Rue de Lourcine von Eugène Labiche (2012–2014; Regie: Felix Rothenhäusler), Franz Moor in Die Räuber (2013–2014; Regie: Felix Rothenhäusler) und den Tambourmajor in Woyzeck (2012–2014; Regie: Klaus Schumacher, Musik: Tom Waits).
Franz übernahm auch mehrere Rollen im Kino und im Fernsehen. In dem Kinofilm Berlin am Meer (2008) spielte er den exmatrikulierten Medizinstudenten Mitch. Er hatte außerdem Episodenrollen in den Fernsehserien Krimi.de (2009; als Partydrogen-Dealer André, an der Seite von Rick Okon), Da kommt Kalle (2011; als Kiffer und Kleinkrimineller Fritz Knoop), Heiter bis tödlich: Hubert und Staller (2012; als Philip Lange, der als Freund einer osteuropäischen Prostituierten unter Tatverdacht gerät) und Die Rosenheim-Cops (2014; als tatverdächtiger Elektrofachverkäufer Tobias Paringer).
Im November 2017 war Franz in der ZDF-Serie Die Rosenheim-Cops erneut in einer Episodenrolle zu sehen; diesmal spielte er den tatverdächtigen Mountainbiker und Kassenwart Moritz Reinhard.

## Filmografie (Auswahl)
- 2003: Schuldig – Schicksale vor Gericht (Pseudo-Doku)
- 2003: Marienhof (Fernsehserie; Seriennebenrolle)
- 2008: Berlin am Meer (Kinofilm)
- 2009: Krimi.de (Fernsehserie; Folge: Coco unter Verdacht)
- 2010: Die letzten 30 Jahre (Fernsehfilm)
- 2011: Da kommt Kalle (Fernsehserie; Folge: Fischers Fritz)
- 2011: Das dunkle Nest (Fernsehfilm)
- 2012: Heiter bis tödlich: Hubert und Staller (Fernsehserie; Folge: Mord im Schweinstall)
- 2014: Die Rosenheim-Cops (Fernsehserie; Folge: Ein todsicherer Konkurrent)
- 2017: Die Rosenheim-Cops (Fernsehserie; Folge: In die Falle gerast)
- 2020: Die Getriebenen (Fernsehfilm)